# Museo degli argenti (Ariano Irpino)
Il museo degli argenti è ubicato nell'ex tesoreria della cattedrale di Santa Maria Assunta, nella città di Ariano Irpino.

## Descrizione
Al suo interno custodisce un reliquiario contenente due Sacre Spine della corona di Cristo, donate alla diocesi di Ariano nel 1269 da Carlo I d'Angiò (che a sua volta le aveva ricevute dal fratello Luigi IX di Francia detto il Santo) quale segno di riconoscenza per la fedeltà dimostrata al papato in occasione della strage a tradimento compiuta dai Saraceni di Lucera nel 1255. In memoria di tale evento si tiene annualmente la tradizionale Rievocazione storica del dono delle Sacre Spine..

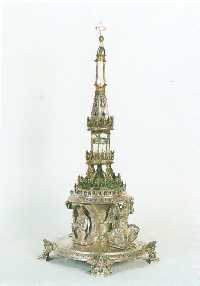
Il reliquiario delle Sacre Spine

All'interno del museo si ammira inoltre la statua in argento di sant'Ottone Frangipane (patrono della città e della diocesi), risalente al Seicento e considerata miracolosa, e il grande calice di sant'Elzeario da Sabrano (conte e compatrono di Ariano), anch'esso interamente d'argento. Notevoli per la peculiarità delle forme e la finezza delle decorazioni sono un reliquiario d'argento "a braccio" della seconda metà del Quattrocento e un turibolo in lamina d'argento della stessa epoca o di poco successivo.
Sono poi in mostra una tela della Madonna del parto, contornata da una cornice argentea, un ostensorio d'argento di Pietro Vannini del 1452 oltre a un'ampia gamma di oggetti sacri ordinati secondo classi e tipologie.
Attigui al museo sono anche l'archivio storico della curia vescovile e la biblioteca diocesana oltre a un fondo che raccoglie tutte le opere letterarie del sacerdote-poeta arianese Pietro Paolo Parzanese.
Numerosi altri manoscritti e oggetti sacri di pregevole fattura sono invece in esposizione nell'adiacente museo "Giuseppina Arcucci", custodito dalle suore dello Spirito Santo e dedicato alla fondatrice della congregazione, istituita proprio in Ariano alla fine dell'Ottocento.
Infine, nell'attigua ex-chiesa di Santa Lucia Annunziata, vi è il museo diocesano che ospita pitture del Sei e Settecento napoletano, altre opere tessili, lignee e marmoree oltre a un gran numero di oggetti e arredi sacri.